# Битка на реци Мутул
Битка на реци Мутул се одиграла 108. године п. н. е. против Нумиђана предвођених нумидским краљем Југуртом. Римљани су се успјели извући из Југуртиних шапи захваљујући Гају Марију.